# Антося
Анто́ся — село в Україні, у Бродівській міській громаді Золочівського району Львівської області. Колишній орган місцевого самоврядування — Комарівська сільська рада, якій підпорядковувалися села Антося, Комарівка, Корсів, Кіз'я, Митниця. Населення становить 140 осіб.

## Населення
За даними всеукраїнського перепису населення 2001 року в селі мешкало 166 осіб, у 2005 році — 149 осіб, у 2022 році — 140 осіб.
Мова
Розподіл населення за рідною мовою за даними перепису 2001 року був наступним:
| українська | 166 | 100,00 |

## Географія
Село Антося розташоване за 118 км від обласного центру, за 69 км від районного центру та за 28 км від центру громади. Відстань до найближчої залізничної станції Броди становить 28 км.

### Клімат
Клімат помірно-континентальний. Найхолодніше в січні, найтепліше в липні. Середня температура повітря взимку −4.6º С, влітку +18,4º С; мінімальна температура повітря опускається не нижче −27º С, а максимальна не перевищує +32º С. Опади є найнижчими у березні, у середньому 29 мм, а найвищими, у середньому 85 мм — у липні. Середня кількість опадів в рік становить 593 мм

## Історія
Село Антося було засноване 1921 року, як колонія. Про дату заснування колонії свідчить надпис на фігурі, встановленій у центрі села.
Багато мешканців села під час першого перебування радянської влади на теренах Галичини у 1939—1941 роках стали жертвами політичного терору комуністичної влади. Селян, які не підкорилися новому порядку цілими сім'ями були вислані до так званих спецпоселень у Сибіру. Так сталося з польськими родинами Мігас, Вахаль, Банас, Юзефчик, Павлюс, що після оголошення вироку радянського суду опинилися у спецпоселеннях в Архангельській області.
12 червня 2020 року, відповідно до розпорядження Кабінету Міністрів України № 718-р «Про визначення адміністративних центрів та затвердження територій територіальних громад Львівської області», село увійшло до складу Бродівської міської громади.
19 липня 2020 року, в результаті адміністративно-територіальної реформи та ліквідації Бродівського району, село увійшло до складу новоствореного Золочівського району.